# Strobilanthes deflexus
Strobilanthes deflexus är en akantusväxtart som beskrevs av T. Anders.. Strobilanthes deflexus ingår i släktet Strobilanthes och familjen akantusväxter. Inga underarter finns listade i Catalogue of Life.